# Ezbaram
Ezbaram är en ort i Iran.   Den ligger i provinsen Gilan, i den norra delen av landet, 210 km nordväst om huvudstaden Teheran. Ezbaram ligger 40 meter över havet och antalet invånare är 416.
Terrängen runt Ezbaram är kuperad söderut, men norrut är den platt. Runt Ezbaram är det ganska tätbefolkat, med 155 invånare per kvadratkilometer. Närmaste större samhälle är Lāhījān, 11,7 km nordost om Ezbaram. I omgivningarna runt Ezbaram växer i huvudsak blandskog.